# Schweinfurt (dinastia)
Gli Schweinfurt furono un'antica famiglia nobile tedesca dell’alto medioevo.

## Origini
Il primo margravio, Bertoldo II († 980), era figlio di Bertoldo I († 954) e nipote del duca bavarese Arnolfo il Cattivo della dinastia dei Luitpoldingia. È solo certo che il margravio della dinastia Babenberg Leopoldo I (Leopold I. des Östlichen Bayern) era fratello o nipote di Bertoldo. Questo Bertoldo può riferirsi solo a Bertoldo I, in precedenza confuso con il figlio dallo stesso nome. Bertoldo I - erroneamente indicato come Graf del Nordgau senza menzionare la fonte - appare nei documenti come comes solo nel 941, quando era carceriere del conte Lotario II di Walbeck per conto del re Ottone I fino al 942. In seguito, Lotario diede in sposa, nel 976, sua figlia Eilika non a Bertoldo I, suo carceriere, ma a suo figlio, Bertoldo II.
Una ascendenza dai Popponidi è possibile per linea materna, anche se non è escluso che Bertoldo possa essere stato un figlio di uno dei tre Popponidi (Adalberto, Adalardo o Enrico) coinvolti nella faida contro i Corradinidi.
Bertoldo II († 980) fu conte a Radenzgau (960), sull'Unteren Naab (961) e Volkfeld (973) prima di diventare margravio di Schweinfurt nel 976 e sposare Eilika di Walbeck nello stesso anno. Fu lui a proteggere il re Berengario II d'Ivrea a Bamberga nel 964 per conto dell'Imperatore Ottone I.
Nel 1057, con Ottone di Schweinfurt, la dinastia si estinse. Le loro terre furono ereditate dai conti di Andechs e Andechs-Merania, poiché Gisela di Schweinfurt era sposata con il Graf Arnoldo di Dießen (Diezzen).

## Margraviato di Schweinfurt
La contea di Schweinfurt venne creata sulla base degli allodi in Nordgau, Radenzgau e Volkfeldgau, che erano protetti da una catena di castelli, che conferivano al margravio una posizione importante nella parte centrale del regno. Il castello principale dei marchesi di Schweinfurt era sul Peterstirn, a est della città odierna.
Dopo la faida di Schweinfurt, la contea fu distrutta e lasciò un vuoto di potere nella regione, che Enrico II usò per rafforzare la sua influenza per fondare la diocesi di Bamberga.

## Membri della dinastia

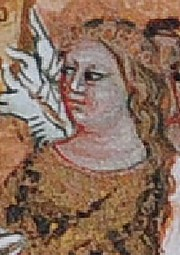
Giuditta di Schweinfurt (Jitka o Břetislava) su una cronaca del XIV secolo.

- Bertoldo I († 954), figlio del duca Arnolfo di Baviera († 937), zio del margravio Leopoldo I della marca orientale, progenitore dei giovani Babenberg;
- Bertoldo II di Schweinfurt († 15 gennaio 980), figlio del precedente, Graf a Radenzgau (960), e a Unteren Naab (961) e Volkfeld (973); dal 976 margravio;
- Burcardo I di Halberstadt, vescovo di Halberstadt, figlio di Enrico di Schweinfurt
- Eilika di Walbeck (acquisita), moglie di Bertoldo II, figlia del conte Lotario II di Walbeck, fondatrice del monastero benedettino di Schweinfurt;
- Enrico di Schweinfurt († 18 settembre 1017), figlio di Bertoldo II, margravio nel Nordgau bavarese;
- Ottone di Schweinfurt († 28 settembre 1057), figlio del precedente, dal 1048 duca di Svevia come Ottone III, morì senza figli maschi e fu l'ultimo della casata;
- Giuditta di Schweinfurt (prima del 1003 - † 2 agosto 1058), fu duchessa di Boemia come moglie del duca della dinastia Přemyslide Břetislav I.